# Jesús (Paraguai)
Jesús é uma cidade do Paraguai, Departamento Itapúa.

## Transporte
O município de Jesús é servido pelas seguintes rodovias:
- Caminho em pavimento ligando a cidade ao município de Trinidad.
- Caminho em terra ligando a cidade ao município de La Paz. [1][2][3]